# 아디니아 위라스티
아디니아 위라스티(Adinia Wirasti, 1987년 1월 19일 ~ )는 인도네시아의 배우이다. 2013 인도네시아 영화제 시트라상 여우주연상 수상자이다.

## 영화
- 카르티니 (2017년)
- 왓츠 위드 러브 2 (2016년)
- 웬 윌 유 겟 메리드? (2015년)
- 안녕 아침, 저녁 (2014년)
- 영원으로 가는 사흘 (2007년)
- 친구와 연인 사이 (2005년) - 루디 역
- 친타에게 무슨 일이? (2002년)